# Dysgonia leucotaenia
Dysgonia leucotaenia là một loài bướm đêm trong họ Erebidae.